# Carl and the Passions – "So Tough"
Carl and the Passions – "So Tough" je osemnajsti album ameriške glasbene skupine The Beach Boys. Izšel je leta 1972 pri založbi Brother Records.

## Seznam skladb
1. "You Need a Mess of Help to Stand Alone" - 3:27
2. "Here She Comes" - 5:10
3. "He Come Down" - 4:40
4. "Marcella" - 3:54
5. "Hold On Dear Brother" - 4:43
6. "Make It Good" - 2:36
7. "All This Is That" - 4:00
8. "Cuddle Up" - 5:30